# Park prirode Velebit
Park prirode Velebit este o arie protejată (sit de importanță comunitară — SCI) din Croația întinsă pe o suprafață de 182.852,4 ha, integral pe uscat.

## Localizare
Centrul sitului Park prirode Velebit este situat la coordonatele 44°28′59″N 15°14′13″E / 44.483°N 15.237°E.

## Înființare
Situl Park prirode Velebit a fost declarat sit de importanță comunitară în iulie 2013 pentru a proteja 9 specii de plante și 27 de specii de animale.

## Biodiversitate
Situată în ecoregiunile alpină și mediteraneană, aria protejată conține 19 habitate naturale: Mlaștini alcaline, Pajiști alpine și boreale, Matorral arborescenți cu Juniperus spp., Pajiști carstice calcaroase sau bazofile, de Alysso-Sedion albi, Pajiști alpine și subalpine calcaroase, Formațiuni ierboase bogate în specii de Nardus, dezvoltate pe substraturi silicioase în zone montane (și în zone submontane, în Europa continentală), Pajiști uscate din regiunea submediteraneeană estică (Scorzoneratalia villosae), Păduri ilirice de Fagus sylvatica (Aremonio-Fagion), Păduri acidofile de Picea de la nivel montan la nivel alpin (Vaccinio-Piceetea), Peșteri inaccesibile publicului, Tufărișuri cu Pinus mugo și Rhododendron hirsutum (Mugo-Rhododendretum hirsuti), Grohotișuri calcaroase și de șisturi calcaroase de la nivelul montan până la nivelul alpin (Thlaspietea rotundifolii), Pante stâncoase calcaroase cu vegetație casmofită, Pajiști uscate seminaturale și facies de acoperire cu tufișuri pe substraturi calcaroase (Festuco-Brometalia) (* situri importante pentru orhidee), Pajiști cu Molinia pe soluri calcaroase, turboase sau argilos-nămoloase (Molinion caeruleae), Pajiști uscate europene, Grohotișuri est-mediteraneene, Păduri de pin (sub-) mediteraneene cu pini negri endemici, Păduri ilirice de stejar și carpen (Erythronio-Carpinion).
La baza desemnării sitului se află mai multe specii protejate:
- plante (9): Aquilegia kitaibelii, Arabis scopoliana, Buxbaumia viridis, Cerastium dinaricum, papucul doamnei (Cypripedium calceolus), Degenia velebitica, Genista holopetala, sisinei (Pulsatilla grandis), Scilla litardierei
- mamifere (15): liliac cârn (Barbastella barbastellus), lupul (Canis lupus), Dinaromys bogdanovi, râs eurasiatic (Lynx lynx), liliac cu aripi lungi (Miniopterus schreibersii), liliac cu urechi mari (Myotis bechsteinii), liliac cu urechi de șoarece (Myotis blythii), liliac cu picioare lungi (Myotis capaccinii), liliac cărămiziu (Myotis emarginatus), liliac comun (Myotis myotis), liliacul cu potcoavă a lui blasius (Rhinolophus blasii), liliacul mediteranean cu potcoavă (Rhinolophus euryale), liliacul mare cu potcoavă (Rhinolophus ferrumequinum), liliacul mic cu potcoavă (Rhinolophus hipposideros), urs brun (Ursus arctos)
- nevertebrate (8): Austropotamobius pallipes, fluturele auriu (Euphydryas aurinia), Euplagia quadripunctaria, Leptodirus hochenwartii, rădașcă (Lucanus cervus), croitorul cenușiu al stejarului (Morimus funereus), Proterebia afra dalmata, Rosalia alpina
- reptile (4): șarpele cu patru dungi (Elaphe quatuorlineata), Elaphe situla, țestoasă bănățeană (Testudo hermanni), Vipera ursinii macrops

Pe lângă speciile protejate, pe teritoriul sitului au mai fost identificate 39 de specii de plante, 3 specii de nevertebrate.